# Tiarapsylla argentina
Tiarapsylla argentina är en loppart som beskrevs av Jordan 1942. Tiarapsylla argentina ingår i släktet Tiarapsylla och familjen Stephanocircidae. Inga underarter finns listade i Catalogue of Life.